# 원령

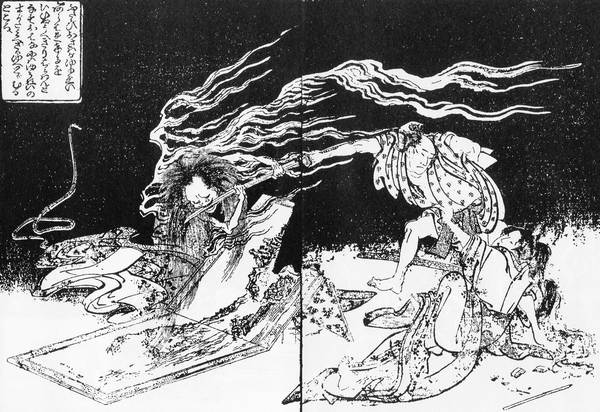
가츠시카 호쿠사이의 그림의 원령(왼쪽)

원령(怨霊 온료우[*])은 일본에서 원한을 품은 사령 또는 생령이다.

## 같이 보기
- 다이라노 마사카도
- 원귀